# Die goldene Lüge
Die goldene Lüge è un film muto del 1919 diretto da Erik Lund

## Produzione
Il film fu prodotto dalla Ring-Film GmbH.

## Distribuzione
Venne distribuito nelle sale cinematografiche tedesche con un visto di censura datato marzo 1919.